# Spermophagus tigridis
Spermophagus tigridis là một loài bọ cánh cứng trong họ Bruchidae. Loài này được Ali Hussain & Kadhim miêu tả khoa học năm 1986.